# Copa Sudamericana 2021
Navigation
Édition précédente Édition suivante
La Copa Sudamericana 2021, officiellement Copa Conmebol Sudamericana 2021, est la 20e édition de la Copa Sudamericana, équivalent sud-américain de la Ligue Europa. Le vainqueur se qualifie pour la Copa Libertadores 2022, la Recopa Sudamericana 2022 et pour la Coupe Levain 2022. 56 clubs sont engagés dans cette édition : quatre clubs par fédération nationale, sauf pour les fédérations argentine et brésilienne, qui engagent respectivement six clubs, puis quatre perdants du troisième tour préliminaire et les huit troisièmes de la phase de groupes de la Copa Libertadores sont repêchés en Copa Sudamericana.

## Nouveau format
Le 2 octobre 2020, le Conseil de la Conmebol a approuvé la mise en œuvre des changements de format de la Copa Sudamericana à compter de cette édition :
- Le tournoi passera de 54 à 56 équipes.
- Dans la première phase, des équipes de toutes les fédérations sauf l'Argentine et le Brésil joueront contre une équipe de leur même fédération en matchs aller et retour. Les vainqueurs se qualifieront pour la phase de groupes, donc chaque fédération aura deux équipes dans la phase de groupes.
- Les équipes d'Argentine et du Brésil, ainsi que les quatre équipes éliminées lors du troisième tour de la Copa Libertadores, seront incluses dans la phase de groupes. Les vainqueurs de chaque groupe se qualifieront pour les huitièmes de finale.
- Les huit clubs classés à la troisième place de la phase de groupes de la Copa Libertadores entreront dans la compétition en huitièmes de finale.

## Règles
Le format de la compétition est toujours le même et consiste en une série de matchs aller-retour à élimination directe. Les clubs sont départagés ainsi :
- Nombre de buts marqués sur l'ensemble des deux rencontres,
- Nombre de buts marqués à l'extérieur.

En cas d'égalité à la fin du second match, une séance de tirs au but est organisée. Il n'y a pas de prolongations.

## Clubs participants
| Huitièmes de finale | Huitièmes de finale | Huitièmes de finale | Huitièmes de finale | Huitièmes de finale | Huitièmes de finale | Huitièmes de finale | Huitièmes de finale | Huitièmes de finale | Huitièmes de finale | Huitièmes de finale | Huitièmes de finale | Huitièmes de finale | Huitièmes de finale | Huitièmes de finale | Huitièmes de finale |
| --- | --- | --- | --- | --- | --- | --- | --- | --- | --- | --- | --- | --- | --- | --- | --- |
| - 8 troisièmes des poules de la Copa Libertadores 2021 : - Independiente del Valle - Deportivo Táchira - Santos FC - Atlético Junior - Club Sporting Cristal - Nacional - LDU Quito - América de Cali | | | | | | | | | | | | | | | |
| Phase de poule | | | | | | | | | | | | | | | |
| - 4 équipes repêchées du 3e tour de qualification de la Copa Libertadores : - Club Libertad - Grêmio - San Lorenzo de Almagro - Club Bolívar | - 4 équipes repêchées du 3e tour de qualification de la Copa Libertadores : - Club Libertad - Grêmio - San Lorenzo de Almagro - Club Bolívar | - 4 équipes repêchées du 3e tour de qualification de la Copa Libertadores : - Club Libertad - Grêmio - San Lorenzo de Almagro - Club Bolívar | - 4 équipes repêchées du 3e tour de qualification de la Copa Libertadores : - Club Libertad - Grêmio - San Lorenzo de Almagro - Club Bolívar | - 4 équipes repêchées du 3e tour de qualification de la Copa Libertadores : - Club Libertad - Grêmio - San Lorenzo de Almagro - Club Bolívar | - 4 équipes repêchées du 3e tour de qualification de la Copa Libertadores : - Club Libertad - Grêmio - San Lorenzo de Almagro - Club Bolívar | - 4 équipes repêchées du 3e tour de qualification de la Copa Libertadores : - Club Libertad - Grêmio - San Lorenzo de Almagro - Club Bolívar | - 4 équipes repêchées du 3e tour de qualification de la Copa Libertadores : - Club Libertad - Grêmio - San Lorenzo de Almagro - Club Bolívar | - 12 équipes du Brésil et de l'Argentine : - Club Athletico Paranaense - Red Bull Bragantino - Ceará Sporting Club - Sport Club Corinthians Paulista - Atlético Clube Goianiense - Esporte Clube Bahia - Club Atlético Newell's Old Boys - Club Atlético Talleres - Club Atlético Lanús - Club Atlético Rosario Central - Arsenal Fútbol Club - Club Atlético Independiente | - 12 équipes du Brésil et de l'Argentine : - Club Athletico Paranaense - Red Bull Bragantino - Ceará Sporting Club - Sport Club Corinthians Paulista - Atlético Clube Goianiense - Esporte Clube Bahia - Club Atlético Newell's Old Boys - Club Atlético Talleres - Club Atlético Lanús - Club Atlético Rosario Central - Arsenal Fútbol Club - Club Atlético Independiente | - 12 équipes du Brésil et de l'Argentine : - Club Athletico Paranaense - Red Bull Bragantino - Ceará Sporting Club - Sport Club Corinthians Paulista - Atlético Clube Goianiense - Esporte Clube Bahia - Club Atlético Newell's Old Boys - Club Atlético Talleres - Club Atlético Lanús - Club Atlético Rosario Central - Arsenal Fútbol Club - Club Atlético Independiente | - 12 équipes du Brésil et de l'Argentine : - Club Athletico Paranaense - Red Bull Bragantino - Ceará Sporting Club - Sport Club Corinthians Paulista - Atlético Clube Goianiense - Esporte Clube Bahia - Club Atlético Newell's Old Boys - Club Atlético Talleres - Club Atlético Lanús - Club Atlético Rosario Central - Arsenal Fútbol Club - Club Atlético Independiente | - 12 équipes du Brésil et de l'Argentine : - Club Athletico Paranaense - Red Bull Bragantino - Ceará Sporting Club - Sport Club Corinthians Paulista - Atlético Clube Goianiense - Esporte Clube Bahia - Club Atlético Newell's Old Boys - Club Atlético Talleres - Club Atlético Lanús - Club Atlético Rosario Central - Arsenal Fútbol Club - Club Atlético Independiente | - 12 équipes du Brésil et de l'Argentine : - Club Athletico Paranaense - Red Bull Bragantino - Ceará Sporting Club - Sport Club Corinthians Paulista - Atlético Clube Goianiense - Esporte Clube Bahia - Club Atlético Newell's Old Boys - Club Atlético Talleres - Club Atlético Lanús - Club Atlético Rosario Central - Arsenal Fútbol Club - Club Atlético Independiente | - 12 équipes du Brésil et de l'Argentine : - Club Athletico Paranaense - Red Bull Bragantino - Ceará Sporting Club - Sport Club Corinthians Paulista - Atlético Clube Goianiense - Esporte Clube Bahia - Club Atlético Newell's Old Boys - Club Atlético Talleres - Club Atlético Lanús - Club Atlético Rosario Central - Arsenal Fútbol Club - Club Atlético Independiente | - 12 équipes du Brésil et de l'Argentine : - Club Athletico Paranaense - Red Bull Bragantino - Ceará Sporting Club - Sport Club Corinthians Paulista - Atlético Clube Goianiense - Esporte Clube Bahia - Club Atlético Newell's Old Boys - Club Atlético Talleres - Club Atlético Lanús - Club Atlético Rosario Central - Arsenal Fútbol Club - Club Atlético Independiente |
| Premier tour | | | | | | | | | | | | | | | |
| - Club Deportivo Jorge Wilstermann 5e du Classement cumulé du championnat de Bolivie 2020 - Club Deportivo Guabirá 6e du Classement cumulé du championnat de Bolivie 2020 - Nacional Potosí 7e du Classement cumulé du championnat de Bolivie 2020 - Club Atlético Palmaflor 8e du Classement cumulé du championnat de Bolivie 2020 - Corporación Club Deportes Tolima 5e du championnat de Colombie 2020 - Club Deportivo La Equidad 6e du championnat de Colombie 2020 - Deportivo Pasto 7e du championnat de Colombie 2020 - Deportivo Cali 8e du championnat de Colombie 2020 - Club Nacional 5e du Classement cumulé du championnat du Paraguay 2020 - Guaireña Fútbol Club 6e du Classement cumulé du championnat du Paraguay 2020 - 12 de Octubre FC 7e du Classement cumulé du championnat du Paraguay 2020 - River Plate 8e du Classement cumulé du championnat du Paraguay 2020 - Club Atlético Peñarol 3e du Classement cumulé du championnat d'Uruguay 2020 - Montevideo City Torque 4e du Classement cumulé du championnat d'Uruguay 2020 - Cerro Largo Fútbol Club 6e du Classement cumulé du championnat d'Uruguay 2020 - Centro Atlético Fénix 7e du Classement cumulé du championnat d'Uruguay 2020 | - Club Deportivo Jorge Wilstermann 5e du Classement cumulé du championnat de Bolivie 2020 - Club Deportivo Guabirá 6e du Classement cumulé du championnat de Bolivie 2020 - Nacional Potosí 7e du Classement cumulé du championnat de Bolivie 2020 - Club Atlético Palmaflor 8e du Classement cumulé du championnat de Bolivie 2020 - Corporación Club Deportes Tolima 5e du championnat de Colombie 2020 - Club Deportivo La Equidad 6e du championnat de Colombie 2020 - Deportivo Pasto 7e du championnat de Colombie 2020 - Deportivo Cali 8e du championnat de Colombie 2020 - Club Nacional 5e du Classement cumulé du championnat du Paraguay 2020 - Guaireña Fútbol Club 6e du Classement cumulé du championnat du Paraguay 2020 - 12 de Octubre FC 7e du Classement cumulé du championnat du Paraguay 2020 - River Plate 8e du Classement cumulé du championnat du Paraguay 2020 - Club Atlético Peñarol 3e du Classement cumulé du championnat d'Uruguay 2020 - Montevideo City Torque 4e du Classement cumulé du championnat d'Uruguay 2020 - Cerro Largo Fútbol Club 6e du Classement cumulé du championnat d'Uruguay 2020 - Centro Atlético Fénix 7e du Classement cumulé du championnat d'Uruguay 2020 | - Club Deportivo Jorge Wilstermann 5e du Classement cumulé du championnat de Bolivie 2020 - Club Deportivo Guabirá 6e du Classement cumulé du championnat de Bolivie 2020 - Nacional Potosí 7e du Classement cumulé du championnat de Bolivie 2020 - Club Atlético Palmaflor 8e du Classement cumulé du championnat de Bolivie 2020 - Corporación Club Deportes Tolima 5e du championnat de Colombie 2020 - Club Deportivo La Equidad 6e du championnat de Colombie 2020 - Deportivo Pasto 7e du championnat de Colombie 2020 - Deportivo Cali 8e du championnat de Colombie 2020 - Club Nacional 5e du Classement cumulé du championnat du Paraguay 2020 - Guaireña Fútbol Club 6e du Classement cumulé du championnat du Paraguay 2020 - 12 de Octubre FC 7e du Classement cumulé du championnat du Paraguay 2020 - River Plate 8e du Classement cumulé du championnat du Paraguay 2020 - Club Atlético Peñarol 3e du Classement cumulé du championnat d'Uruguay 2020 - Montevideo City Torque 4e du Classement cumulé du championnat d'Uruguay 2020 - Cerro Largo Fútbol Club 6e du Classement cumulé du championnat d'Uruguay 2020 - Centro Atlético Fénix 7e du Classement cumulé du championnat d'Uruguay 2020 | - Club Deportivo Jorge Wilstermann 5e du Classement cumulé du championnat de Bolivie 2020 - Club Deportivo Guabirá 6e du Classement cumulé du championnat de Bolivie 2020 - Nacional Potosí 7e du Classement cumulé du championnat de Bolivie 2020 - Club Atlético Palmaflor 8e du Classement cumulé du championnat de Bolivie 2020 - Corporación Club Deportes Tolima 5e du championnat de Colombie 2020 - Club Deportivo La Equidad 6e du championnat de Colombie 2020 - Deportivo Pasto 7e du championnat de Colombie 2020 - Deportivo Cali 8e du championnat de Colombie 2020 - Club Nacional 5e du Classement cumulé du championnat du Paraguay 2020 - Guaireña Fútbol Club 6e du Classement cumulé du championnat du Paraguay 2020 - 12 de Octubre FC 7e du Classement cumulé du championnat du Paraguay 2020 - River Plate 8e du Classement cumulé du championnat du Paraguay 2020 - Club Atlético Peñarol 3e du Classement cumulé du championnat d'Uruguay 2020 - Montevideo City Torque 4e du Classement cumulé du championnat d'Uruguay 2020 - Cerro Largo Fútbol Club 6e du Classement cumulé du championnat d'Uruguay 2020 - Centro Atlético Fénix 7e du Classement cumulé du championnat d'Uruguay 2020 | - Club Deportivo Jorge Wilstermann 5e du Classement cumulé du championnat de Bolivie 2020 - Club Deportivo Guabirá 6e du Classement cumulé du championnat de Bolivie 2020 - Nacional Potosí 7e du Classement cumulé du championnat de Bolivie 2020 - Club Atlético Palmaflor 8e du Classement cumulé du championnat de Bolivie 2020 - Corporación Club Deportes Tolima 5e du championnat de Colombie 2020 - Club Deportivo La Equidad 6e du championnat de Colombie 2020 - Deportivo Pasto 7e du championnat de Colombie 2020 - Deportivo Cali 8e du championnat de Colombie 2020 - Club Nacional 5e du Classement cumulé du championnat du Paraguay 2020 - Guaireña Fútbol Club 6e du Classement cumulé du championnat du Paraguay 2020 - 12 de Octubre FC 7e du Classement cumulé du championnat du Paraguay 2020 - River Plate 8e du Classement cumulé du championnat du Paraguay 2020 - Club Atlético Peñarol 3e du Classement cumulé du championnat d'Uruguay 2020 - Montevideo City Torque 4e du Classement cumulé du championnat d'Uruguay 2020 - Cerro Largo Fútbol Club 6e du Classement cumulé du championnat d'Uruguay 2020 - Centro Atlético Fénix 7e du Classement cumulé du championnat d'Uruguay 2020 | - Club Deportivo Jorge Wilstermann 5e du Classement cumulé du championnat de Bolivie 2020 - Club Deportivo Guabirá 6e du Classement cumulé du championnat de Bolivie 2020 - Nacional Potosí 7e du Classement cumulé du championnat de Bolivie 2020 - Club Atlético Palmaflor 8e du Classement cumulé du championnat de Bolivie 2020 - Corporación Club Deportes Tolima 5e du championnat de Colombie 2020 - Club Deportivo La Equidad 6e du championnat de Colombie 2020 - Deportivo Pasto 7e du championnat de Colombie 2020 - Deportivo Cali 8e du championnat de Colombie 2020 - Club Nacional 5e du Classement cumulé du championnat du Paraguay 2020 - Guaireña Fútbol Club 6e du Classement cumulé du championnat du Paraguay 2020 - 12 de Octubre FC 7e du Classement cumulé du championnat du Paraguay 2020 - River Plate 8e du Classement cumulé du championnat du Paraguay 2020 - Club Atlético Peñarol 3e du Classement cumulé du championnat d'Uruguay 2020 - Montevideo City Torque 4e du Classement cumulé du championnat d'Uruguay 2020 - Cerro Largo Fútbol Club 6e du Classement cumulé du championnat d'Uruguay 2020 - Centro Atlético Fénix 7e du Classement cumulé du championnat d'Uruguay 2020 | - Club Deportivo Jorge Wilstermann 5e du Classement cumulé du championnat de Bolivie 2020 - Club Deportivo Guabirá 6e du Classement cumulé du championnat de Bolivie 2020 - Nacional Potosí 7e du Classement cumulé du championnat de Bolivie 2020 - Club Atlético Palmaflor 8e du Classement cumulé du championnat de Bolivie 2020 - Corporación Club Deportes Tolima 5e du championnat de Colombie 2020 - Club Deportivo La Equidad 6e du championnat de Colombie 2020 - Deportivo Pasto 7e du championnat de Colombie 2020 - Deportivo Cali 8e du championnat de Colombie 2020 - Club Nacional 5e du Classement cumulé du championnat du Paraguay 2020 - Guaireña Fútbol Club 6e du Classement cumulé du championnat du Paraguay 2020 - 12 de Octubre FC 7e du Classement cumulé du championnat du Paraguay 2020 - River Plate 8e du Classement cumulé du championnat du Paraguay 2020 - Club Atlético Peñarol 3e du Classement cumulé du championnat d'Uruguay 2020 - Montevideo City Torque 4e du Classement cumulé du championnat d'Uruguay 2020 - Cerro Largo Fútbol Club 6e du Classement cumulé du championnat d'Uruguay 2020 - Centro Atlético Fénix 7e du Classement cumulé du championnat d'Uruguay 2020 | - Club Deportivo Jorge Wilstermann 5e du Classement cumulé du championnat de Bolivie 2020 - Club Deportivo Guabirá 6e du Classement cumulé du championnat de Bolivie 2020 - Nacional Potosí 7e du Classement cumulé du championnat de Bolivie 2020 - Club Atlético Palmaflor 8e du Classement cumulé du championnat de Bolivie 2020 - Corporación Club Deportes Tolima 5e du championnat de Colombie 2020 - Club Deportivo La Equidad 6e du championnat de Colombie 2020 - Deportivo Pasto 7e du championnat de Colombie 2020 - Deportivo Cali 8e du championnat de Colombie 2020 - Club Nacional 5e du Classement cumulé du championnat du Paraguay 2020 - Guaireña Fútbol Club 6e du Classement cumulé du championnat du Paraguay 2020 - 12 de Octubre FC 7e du Classement cumulé du championnat du Paraguay 2020 - River Plate 8e du Classement cumulé du championnat du Paraguay 2020 - Club Atlético Peñarol 3e du Classement cumulé du championnat d'Uruguay 2020 - Montevideo City Torque 4e du Classement cumulé du championnat d'Uruguay 2020 - Cerro Largo Fútbol Club 6e du Classement cumulé du championnat d'Uruguay 2020 - Centro Atlético Fénix 7e du Classement cumulé du championnat d'Uruguay 2020 | - Club Deportivo Palestino 4e du Championnat du Chili de football 2020 - Club de Deportes Antofagasta 5e du Championnat du Chili de football 2020 - Club de Deportes Cobresal 6e du Championnat du Chili de football 2020 - Club Deportivo Huachipato 7e du Championnat du Chili de football 2020 - Club Sport Emelec 5e du Classement cumulé du championnat d'Équateur 2020 - Guayaquil City Fútbol Club 6e du Classement cumulé du championnat d'Équateur 2020 - Club Social y Deportivo Macara 7e du Classement cumulé du championnat d'Équateur 2020 - Sociedad Deportiva Aucas 8e du Classement cumulé du championnat d'Équateur 2020 - Club Carlos A. Mannucci 5e du Championnat du Pérou de football 2020 - Sport Huancayo 6e du Championnat du Pérou de football 2020 - Universidad Técnica de Cajamarca 7e du Championnat du Pérou de football 2020 - Foot Ball Club Melgar 8e du Championnat du Pérou de football 2020 - Academia Puerto Cabello 5e du Championnat du Venezuela de football 2020 - Aragua Fútbol Club 6e du Championnat du Venezuela de football 2020 - Metropolitanos Fútbol Club 7e du Championnat du Venezuela de football 2020 - Mineros de Guayana 8e du Championnat du Venezuela de football 2020 | - Club Deportivo Palestino 4e du Championnat du Chili de football 2020 - Club de Deportes Antofagasta 5e du Championnat du Chili de football 2020 - Club de Deportes Cobresal 6e du Championnat du Chili de football 2020 - Club Deportivo Huachipato 7e du Championnat du Chili de football 2020 - Club Sport Emelec 5e du Classement cumulé du championnat d'Équateur 2020 - Guayaquil City Fútbol Club 6e du Classement cumulé du championnat d'Équateur 2020 - Club Social y Deportivo Macara 7e du Classement cumulé du championnat d'Équateur 2020 - Sociedad Deportiva Aucas 8e du Classement cumulé du championnat d'Équateur 2020 - Club Carlos A. Mannucci 5e du Championnat du Pérou de football 2020 - Sport Huancayo 6e du Championnat du Pérou de football 2020 - Universidad Técnica de Cajamarca 7e du Championnat du Pérou de football 2020 - Foot Ball Club Melgar 8e du Championnat du Pérou de football 2020 - Academia Puerto Cabello 5e du Championnat du Venezuela de football 2020 - Aragua Fútbol Club 6e du Championnat du Venezuela de football 2020 - Metropolitanos Fútbol Club 7e du Championnat du Venezuela de football 2020 - Mineros de Guayana 8e du Championnat du Venezuela de football 2020 | - Club Deportivo Palestino 4e du Championnat du Chili de football 2020 - Club de Deportes Antofagasta 5e du Championnat du Chili de football 2020 - Club de Deportes Cobresal 6e du Championnat du Chili de football 2020 - Club Deportivo Huachipato 7e du Championnat du Chili de football 2020 - Club Sport Emelec 5e du Classement cumulé du championnat d'Équateur 2020 - Guayaquil City Fútbol Club 6e du Classement cumulé du championnat d'Équateur 2020 - Club Social y Deportivo Macara 7e du Classement cumulé du championnat d'Équateur 2020 - Sociedad Deportiva Aucas 8e du Classement cumulé du championnat d'Équateur 2020 - Club Carlos A. Mannucci 5e du Championnat du Pérou de football 2020 - Sport Huancayo 6e du Championnat du Pérou de football 2020 - Universidad Técnica de Cajamarca 7e du Championnat du Pérou de football 2020 - Foot Ball Club Melgar 8e du Championnat du Pérou de football 2020 - Academia Puerto Cabello 5e du Championnat du Venezuela de football 2020 - Aragua Fútbol Club 6e du Championnat du Venezuela de football 2020 - Metropolitanos Fútbol Club 7e du Championnat du Venezuela de football 2020 - Mineros de Guayana 8e du Championnat du Venezuela de football 2020 | - Club Deportivo Palestino 4e du Championnat du Chili de football 2020 - Club de Deportes Antofagasta 5e du Championnat du Chili de football 2020 - Club de Deportes Cobresal 6e du Championnat du Chili de football 2020 - Club Deportivo Huachipato 7e du Championnat du Chili de football 2020 - Club Sport Emelec 5e du Classement cumulé du championnat d'Équateur 2020 - Guayaquil City Fútbol Club 6e du Classement cumulé du championnat d'Équateur 2020 - Club Social y Deportivo Macara 7e du Classement cumulé du championnat d'Équateur 2020 - Sociedad Deportiva Aucas 8e du Classement cumulé du championnat d'Équateur 2020 - Club Carlos A. Mannucci 5e du Championnat du Pérou de football 2020 - Sport Huancayo 6e du Championnat du Pérou de football 2020 - Universidad Técnica de Cajamarca 7e du Championnat du Pérou de football 2020 - Foot Ball Club Melgar 8e du Championnat du Pérou de football 2020 - Academia Puerto Cabello 5e du Championnat du Venezuela de football 2020 - Aragua Fútbol Club 6e du Championnat du Venezuela de football 2020 - Metropolitanos Fútbol Club 7e du Championnat du Venezuela de football 2020 - Mineros de Guayana 8e du Championnat du Venezuela de football 2020 | - Club Deportivo Palestino 4e du Championnat du Chili de football 2020 - Club de Deportes Antofagasta 5e du Championnat du Chili de football 2020 - Club de Deportes Cobresal 6e du Championnat du Chili de football 2020 - Club Deportivo Huachipato 7e du Championnat du Chili de football 2020 - Club Sport Emelec 5e du Classement cumulé du championnat d'Équateur 2020 - Guayaquil City Fútbol Club 6e du Classement cumulé du championnat d'Équateur 2020 - Club Social y Deportivo Macara 7e du Classement cumulé du championnat d'Équateur 2020 - Sociedad Deportiva Aucas 8e du Classement cumulé du championnat d'Équateur 2020 - Club Carlos A. Mannucci 5e du Championnat du Pérou de football 2020 - Sport Huancayo 6e du Championnat du Pérou de football 2020 - Universidad Técnica de Cajamarca 7e du Championnat du Pérou de football 2020 - Foot Ball Club Melgar 8e du Championnat du Pérou de football 2020 - Academia Puerto Cabello 5e du Championnat du Venezuela de football 2020 - Aragua Fútbol Club 6e du Championnat du Venezuela de football 2020 - Metropolitanos Fútbol Club 7e du Championnat du Venezuela de football 2020 - Mineros de Guayana 8e du Championnat du Venezuela de football 2020 | - Club Deportivo Palestino 4e du Championnat du Chili de football 2020 - Club de Deportes Antofagasta 5e du Championnat du Chili de football 2020 - Club de Deportes Cobresal 6e du Championnat du Chili de football 2020 - Club Deportivo Huachipato 7e du Championnat du Chili de football 2020 - Club Sport Emelec 5e du Classement cumulé du championnat d'Équateur 2020 - Guayaquil City Fútbol Club 6e du Classement cumulé du championnat d'Équateur 2020 - Club Social y Deportivo Macara 7e du Classement cumulé du championnat d'Équateur 2020 - Sociedad Deportiva Aucas 8e du Classement cumulé du championnat d'Équateur 2020 - Club Carlos A. Mannucci 5e du Championnat du Pérou de football 2020 - Sport Huancayo 6e du Championnat du Pérou de football 2020 - Universidad Técnica de Cajamarca 7e du Championnat du Pérou de football 2020 - Foot Ball Club Melgar 8e du Championnat du Pérou de football 2020 - Academia Puerto Cabello 5e du Championnat du Venezuela de football 2020 - Aragua Fútbol Club 6e du Championnat du Venezuela de football 2020 - Metropolitanos Fútbol Club 7e du Championnat du Venezuela de football 2020 - Mineros de Guayana 8e du Championnat du Venezuela de football 2020 | - Club Deportivo Palestino 4e du Championnat du Chili de football 2020 - Club de Deportes Antofagasta 5e du Championnat du Chili de football 2020 - Club de Deportes Cobresal 6e du Championnat du Chili de football 2020 - Club Deportivo Huachipato 7e du Championnat du Chili de football 2020 - Club Sport Emelec 5e du Classement cumulé du championnat d'Équateur 2020 - Guayaquil City Fútbol Club 6e du Classement cumulé du championnat d'Équateur 2020 - Club Social y Deportivo Macara 7e du Classement cumulé du championnat d'Équateur 2020 - Sociedad Deportiva Aucas 8e du Classement cumulé du championnat d'Équateur 2020 - Club Carlos A. Mannucci 5e du Championnat du Pérou de football 2020 - Sport Huancayo 6e du Championnat du Pérou de football 2020 - Universidad Técnica de Cajamarca 7e du Championnat du Pérou de football 2020 - Foot Ball Club Melgar 8e du Championnat du Pérou de football 2020 - Academia Puerto Cabello 5e du Championnat du Venezuela de football 2020 - Aragua Fútbol Club 6e du Championnat du Venezuela de football 2020 - Metropolitanos Fútbol Club 7e du Championnat du Venezuela de football 2020 - Mineros de Guayana 8e du Championnat du Venezuela de football 2020 | - Club Deportivo Palestino 4e du Championnat du Chili de football 2020 - Club de Deportes Antofagasta 5e du Championnat du Chili de football 2020 - Club de Deportes Cobresal 6e du Championnat du Chili de football 2020 - Club Deportivo Huachipato 7e du Championnat du Chili de football 2020 - Club Sport Emelec 5e du Classement cumulé du championnat d'Équateur 2020 - Guayaquil City Fútbol Club 6e du Classement cumulé du championnat d'Équateur 2020 - Club Social y Deportivo Macara 7e du Classement cumulé du championnat d'Équateur 2020 - Sociedad Deportiva Aucas 8e du Classement cumulé du championnat d'Équateur 2020 - Club Carlos A. Mannucci 5e du Championnat du Pérou de football 2020 - Sport Huancayo 6e du Championnat du Pérou de football 2020 - Universidad Técnica de Cajamarca 7e du Championnat du Pérou de football 2020 - Foot Ball Club Melgar 8e du Championnat du Pérou de football 2020 - Academia Puerto Cabello 5e du Championnat du Venezuela de football 2020 - Aragua Fútbol Club 6e du Championnat du Venezuela de football 2020 - Metropolitanos Fútbol Club 7e du Championnat du Venezuela de football 2020 - Mineros de Guayana 8e du Championnat du Venezuela de football 2020 |

## Compétition

### Premier tour
Excepté les équipes du Brésil et de l'Argentine, les équipes rencontrent une autre équipe de la même fédération.
Tirage au sort du premier tour effectué le 5 février 2021.
Les matchs se déroulent entre le 16 mars et le 14 avril 2021.
| Équipe                  | Aller | Total        | Retour | Équipe                  |
| ----------------------- | ----- | ------------ | ------ | ----------------------- |
| CD Guabirá              | 4-1   | 6-2          | 2-1    | Nacional Potosí         |
| Jorge Wilstermann       | 2-1   | 4-2          | 2-1    | CA Palmaflor            |
| CD Antofagasta          | 0-1   | 0-4          | 0-3    | CD Huachipato           |
| CD Cobresal             | 0-0   | 1-2          | 1-2    | CD Palestino            |
| CD Tolima               | 3-0   | 3-0          | 0-0    | Deportivo Cali          |
| La Equidad              | 1-2   | 3-2          | 2-0    | Deportivo Pasto         |
| Macara                  | 2-2   | 2-4          | 0-2    | Emelec                  |
| Aucas                   | 2-1   | 5-1          | 3-0    | Guayaquil               |
| 12 de Octubre FC        | 0-0   | 5-4 t. a. b. | 0-0    | Nacional                |
| Guaireña                | 1-2   | 3-6          | 2-4    | River Plate             |
| UTC                     | 0-1   | 0-5          | 0-4    | Sport Huancayo          |
| Club Carlos A. Mannucci | 1-2   | 3-5          | 2-3    | Melgar                  |
| Montevideo City Torque  | 0-0   | 2-0          | 2-0    | CA Fénix                |
| Cerro Largo             | 2-2   | 3-6          | 1-4    | Peñarol                 |
| Metropolitanos          | 2-0   | 3-0          | 1-0    | Academia Puerto Cabello |
| Aragua                  | 0-1   | 2-2          | 2-1    | Mineros de Guayana      |

### Phase de poules
Tirage au sort des poules le 9 avril 2021.
Les vainqueurs du premier tour sont rejoints par les équipes du Brésil, de l'Argentine et les quatre équipes repêchées du 3e tour de qualification de la Copa Libertadores
Les premiers de poule sont qualifiés pour les huitièmes de finale, ils seront rejoint par les troisièmes de poule de la Copa Libertadores 2021.
- Première journée : 20 au 22 avril 2021
- Deuxième journée : 27 au 29 avril 2021
- Troisième journée : 4 au 6 mai 2021
- Quatrième journée : 11 au 13 mai 2021
- Cinquième journée : 18 au 20 mai 2021
- Sixième journée : 25 au 27 mai 2021

Légende des classements
- Qualifié pour les huitièmes de finale

#### Groupe A
| Rang | Équipe                    | Pts | J | G | N | P | Bp | Bc | Diff |  | Résultats (▼ dom., ► ext.) |     |     |     |     |
| ---- | ------------------------- | --- | - | - | - | - | -- | -- | ---- |  | -------------------------- | --- | --- | --- | --- |
| 1    | Rosario Central           | 11  | 6 | 3 | 2 | 1 | 10 | 3  | +7   |  | Rosario Central            |     | 5-0 | 2-0 | 0-0 |
| 2    | Club Deportivo Huachipato | 8   | 6 | 2 | 2 | 2 | 4  | 10 | -6   |  | Club Deportivo Huachipato  | 1-1 |     | 0-3 | 0-0 |
| 3    | San Lorenzo de Almagro    | 7   | 6 | 2 | 1 | 3 | 7  | 6  | +1   |  | San Lorenzo de Almagro     | 1-2 | 0-1 |     | 1-1 |
| 4    | 12 de Octubre FC          | 6   | 6 | 1 | 3 | 2 | 3  | 5  | -2   |  | 12 de Octubre FC           | 1-0 | 1-2 | 0-2 |     |

#### Groupe B
| Rang | Équipe                      | Pts | J | G | N | P | Bp | Bc | Diff |  | Résultats (▼ dom., ► ext.)  |     |     |     |     |
| ---- | --------------------------- | --- | - | - | - | - | -- | -- | ---- |  | --------------------------- | --- | --- | --- | --- |
| 1    | Club Atlético Independiente | 14  | 6 | 4 | 2 | 0 | 11 | 5  | +6   |  | Club Atlético Independiente |     | 3-1 | 1-0 | 1-0 |
| 2    | Montevideo City Torque      | 11  | 6 | 3 | 2 | 1 | 15 | 7  | +8   |  | Montevideo City Torque      | 1-1 |     | 1-1 | 4-0 |
| 3    | Esporte Clube Bahia         | 8   | 6 | 2 | 2 | 2 | 11 | 8  | +3   |  | Esporte Clube Bahia         | 2-2 | 2-4 |     | 5-0 |
| 4    | Club Deportivo Guabirá      | 0   | 6 | 0 | 0 | 6 | 1  | 18 | -17  |  | Club Deportivo Guabirá      | 1-3 | 0-4 | 0-1 |     |

#### Groupe C
| Rang | Équipe              | Pts | J | G | N | P | Bp | Bc | Diff |  | Résultats (▼ dom., ► ext.) |     |     |     |     |
| ---- | ------------------- | --- | - | - | - | - | -- | -- | ---- |  | -------------------------- | --- | --- | --- | --- |
| 1    | Arsenal             | 11  | 6 | 3 | 2 | 1 | 9  | 4  | +5   |  | Arsenal                    |     | 0-0 | 3-1 | 3-0 |
| 2    | Ceará Sporting Club | 9   | 6 | 2 | 3 | 1 | 5  | 2  | +3   |  | Ceará Sporting Club        | 0-0 |     | 2-0 | 3-1 |
| 3    | Club Bolívar        | 6   | 6 | 1 | 3 | 2 | 5  | 8  | -3   |  | Club Bolívar               | 2-1 | 0-0 |     | 2-2 |
| 4    | Jorge Wilstermann   | 5   | 6 | 1 | 2 | 3 | 5  | 10 | -5   |  | Jorge Wilstermann          | 1-2 | 1-0 | 0-0 |     |

#### Groupe D
| Rang | Équipe                     | Pts | J | G | N | P | Bp | Bc | Diff |  | Résultats (▼ dom., ► ext.) |     |     |     |     |
| ---- | -------------------------- | --- | - | - | - | - | -- | -- | ---- |  | -------------------------- | --- | --- | --- | --- |
| 1    | Club Athletico Paranaense  | 15  | 6 | 5 | 0 | 1 | 8  | 1  | +7   |  | Club Athletico Paranaense  |     | 1-0 | 4-0 | 1-0 |
| 2    | Foot Ball Club Melgar      | 10  | 6 | 3 | 1 | 2 | 7  | 5  | +2   |  | Foot Ball Club Melgar      | 1-0 |     | 2-0 | 0-0 |
| 3    | Sociedad Deportiva Aucas   | 6   | 6 | 2 | 0 | 4 | 7  | 11 | -4   |  | Sociedad Deportiva Aucas   | 0-1 | 2-1 |     | 3-0 |
| 4    | Metropolitanos Fútbol Club | 4   | 6 | 1 | 1 | 4 | 5  | 10 | -5   |  | Metropolitanos Fútbol Club | 0-1 | 2-3 | 3-2 |     |

#### Groupe E
| Rang | Équipe                | Pts | J | G | N | P | Bp | Bc | Diff |  | Résultats (▼ dom., ► ext.) |     |     |     |     |
| ---- | --------------------- | --- | - | - | - | - | -- | -- | ---- |  | -------------------------- | --- | --- | --- | --- |
| 1    | Club Atlético Peñarol | 13  | 6 | 4 | 1 | 1 | 15 | 3  | +12  |  | Club Atlético Peñarol      |     | 4-0 | 3-0 | 5-1 |
| 2    | Corinthians           | 10  | 6 | 3 | 1 | 2 | 12 | 6  | +6   |  | Corinthians                | 0-2 |     | 4-0 | 5-0 |
| 3    | River Plate           | 10  | 6 | 3 | 1 | 2 | 6  | 10 | -4   |  | River Plate                | 2-1 | 0-0 |     | 2-1 |
| 4    | Sport Huancayo        | 1   | 6 | 0 | 1 | 5 | 3  | 17 | -14  |  | Sport Huancayo             | 0-0 | 0-3 | 1-2 |     |

#### Groupe F
| Rang | Équipe                    | Pts | J | G | N | P | Bp | Bc | Diff |  | Résultats (▼ dom., ► ext.) |     |     |     |     |
| ---- | ------------------------- | --- | - | - | - | - | -- | -- | ---- |  | -------------------------- | --- | --- | --- | --- |
| 1    | Club Libertad             | 13  | 6 | 4 | 1 | 1 | 9  | 4  | +5   |  | Club Libertad              |     | 1-2 | 1-0 | 2-0 |
| 2    | Atlético Clube Goianiense | 10  | 6 | 2 | 4 | 0 | 4  | 2  | +2   |  | Atlético Clube Goianiense  | 0-0 |     | 0-0 | 0-0 |
| 3    | Newell's Old Boys         | 8   | 6 | 2 | 2 | 2 | 6  | 6  | 0    |  | Newell's Old Boys          | 1-3 | 1-1 |     | 3-1 |
| 4    | Club Deportivo Palestino  | 1   | 6 | 0 | 1 | 5 | 2  | 9  | -7   |  | Club Deportivo Palestino   | 1-2 | 0-1 | 0-1 |     |

#### Groupe G
| Rang | Équipe                 | Pts | J | G | N | P | Bp | Bc | Diff |  | Résultats (▼ dom., ► ext.) |     |     |     |     |
| ---- | ---------------------- | --- | - | - | - | - | -- | -- | ---- |  | -------------------------- | --- | --- | --- | --- |
| 1    | Red Bull Bragantino    | 12  | 6 | 4 | 0 | 2 | 7  | 6  | +1   |  | Red Bull Bragantino        |     | 2-0 | 0-1 | 2-1 |
| 2    | Club Sport Emelec      | 10  | 6 | 3 | 1 | 2 | 9  | 8  | +1   |  | Club Sport Emelec          | 3-0 |     | 1-4 | 2-0 |
| 3    | Club Atlético Talleres | 8   | 6 | 2 | 2 | 2 | 7  | 5  | +2   |  | Club Atlético Talleres     | 0-1 | 1-2 |     | 0-0 |
| 4    | Deportes Tolima        | 3   | 6 | 0 | 3 | 3 | 4  | 8  | -4   |  | Deportes Tolima            | 1-2 | 1-1 | 1-1 |     |

#### Groupe H
| Rang | Équipe                    | Pts | J | G | N | P | Bp | Bc | Diff |  | Résultats (▼ dom., ► ext.) |     |     |     |     |
| ---- | ------------------------- | --- | - | - | - | - | -- | -- | ---- |  | -------------------------- | --- | --- | --- | --- |
| 1    | Grêmio                    | 16  | 6 | 5 | 1 | 0 | 21 | 5  | +16  |  | Grêmio                     |     | 3-1 | 2-1 | 8-0 |
| 2    | Club Atlético Lanús       | 10  | 6 | 3 | 1 | 2 | 8  | 6  | +2   |  | Club Atlético Lanús        | 1-2 |     | 4-1 | 0-0 |
| 3    | Club Deportivo La Equidad | 7   | 6 | 2 | 1 | 3 | 6  | 9  | -3   |  | Club Deportivo La Equidad  | 0-0 | 0-1 |     | 2-1 |
| 4    | Aragua Fútbol Club        | 1   | 6 | 0 | 1 | 5 | 4  | 19 | -15  |  | Aragua Fútbol Club         | 2-6 | 0-1 | 1-2 |     |

## Phase à élimination directe

### Qualification et tirage au sort
Les huit premiers de poule sont rejoints par les équipes placées à la troisième place des poules de la Copa Libertadores 2021.
Tirage au sort des huitièmes le 2 juin 2021.
| Les 16 qualifiés - récapitulatif avant tirage au sort | Les 16 qualifiés - récapitulatif avant tirage au sort | Les 16 qualifiés - récapitulatif avant tirage au sort | Les 16 qualifiés - récapitulatif avant tirage au sort |
| Groupe                                                | 1er (tête de série)                                   | 3e de groupe de Copa Libertadores                     |                                                       |
| ----------------------------------------------------- | ----------------------------------------------------- | ----------------------------------------------------- | ----------------------------------------------------- |
| A                                                     | Rosario Central                                       | Independiente del Valle                               |                                                       |
| B                                                     | Independiente                                         | Deportivo Táchira                                     |                                                       |
| C                                                     | Arsenal                                               | Santos FC                                             |                                                       |
| D                                                     | Athletico Paranaense                                  | Atlético Junior                                       |                                                       |
| E                                                     | Peñarol                                               | Sporting Cristal                                      |                                                       |
| F                                                     | Club Libertad                                         | Nacional                                              |                                                       |
| G                                                     | Red Bull Bragantino                                   | LDU Quito                                             |                                                       |
| H                                                     | Grêmio                                                | América de Cali                                       |                                                       |

### Huitièmes de finale
Les matchs aller se jouent le 13/15 juillet et les matchs retour le 20/22 juillet 2021.
| Équipe                  | Aller | Total  | Retour | Équipe               |
| ----------------------- | ----- | ------ | ------ | -------------------- |
| Nacional                | 1 - 2 | 2 - 2e | 1 - 0  | Peñarol              |
| Independiente del Valle | 0 - 2 | 1 - 3  | 1 - 1  | Red Bull Bragantino  |
| Santos FC               | 1 - 0 | 2 - 1  | 1 - 1  | Independiente        |
| América de Cali         | 0 - 1 | 1 - 5  | 1 - 4  | Athletico Paranaense |
| LDU Quito               | 0 - 1 | 2e - 2 | 2 - 1  | Grêmio               |
| Atlético Junior         | 3 - 4 | 4 - 4e | 1 - 0  | Club Libertad        |
| Deportivo Táchira       | 2 - 2 | 2 - 3  | 0 - 1  | Rosario Central      |
| Sporting Cristal        | 2 - 1 | 3 - 2  | 1 - 1  | Arsenal              |

### Quarts de finale
Les matchs aller se jouent le 10/12 août et les matchs retour le  17/19 août 2021.
| Équipe           | Aller | Total  | Retour | Équipe               |
| ---------------- | ----- | ------ | ------ | -------------------- |
| Sporting Cristal | 1 - 3 | 1 - 4  | 0 - 1  | Peñarol              |
| Rosario Central  | 3 - 4 | 3 - 5  | 0 - 1  | Red Bull Bragantino  |
| Santos FC        | 2 - 1 | 2 - 2E | 0 - 1  | Club Libertad        |
| LDU Quito        | 1 - 0 | 3 - 4  | 2 - 4  | Athletico Paranaense |

### Demi-finales
Les matchs aller se jouent le 21/23 septembre et les matchs retour le 28/30 septembre 2021.
| Équipe              | Aller | Total | Retour | Équipe               |
| ------------------- | ----- | ----- | ------ | -------------------- |
| Peñarol             | 1 - 2 | 1 - 4 | 0 - 2  | Athletico Paranaense |
| Red Bull Bragantino | 2 - 0 | 5 - 1 | 3 - 1  | Club Libertad        |

### Finale
La finale jouée le 20 novembre 2021 au Stade Centenario est 100% brésilienne et se conclut sur la victoire de l'Athletico Paranaense sur le Red Bull Bragantino sur le score de 1 but à 0. L'unique but de la rencontre est marqué en première mi-temps par le milieu de terrain Nikão sur un ciseau acrobatique.
| 20 novembre 2021 | Athletico Paranaense | 1 - 0   | Red Bull Bragantino | Stade Centenario, Montevideo |                            |
|                  | Nikão 29e            | (1 - 0) |                     | Arbitrage : Andrés Matonte   | Arbitrage : Andrés Matonte |
|                  | Rapport              |         |                     | Arbitrage : Andrés Matonte   | Arbitrage : Andrés Matonte |

### Tableau final
|  | Huitièmes de finale     | Huitièmes de finale  | Huitièmes de finale |                      |   | Quarts de finale | Quarts de finale | Quarts de finale |  |  | Demi-finales | Demi-finales | Demi-finales |  |  | Finale                                          | Finale |
|  |                         |                      |                     |                      |   |                  |                  |                  |  |  |              |              |              |  |  |                                                 |        |
|  |                         |                      |                     |                      |   |                  |                  |                  |  |  |              |              |              |  |  | 20 novembre 2021 - Stade Centenario, Montevideo |        |
|  |                         |                      |                     |                      |   |                  |                  |                  |  |  |              |              |              |  |  |                                                 |        |
|  | Sporting Cristal        | 2                    | 1                   |                      |   |                  |                  |                  |  |  |              |              |              |  |  |                                                 |        |
|  | Sporting Cristal        | 2                    | 1                   |                      |   |                  |                  |                  |  |  |              |              |              |  |  |                                                 |        |
|  | Arsenal                 | 1                    | 1                   |                      |   |                  |                  |                  |  |  |              |              |              |  |  |                                                 |        |
|  | Arsenal                 | 1                    | 1                   | Sporting Cristal     | 1 | 0                |                  |                  |  |  |              |              |              |  |  |                                                 |        |
|  |                         |                      |                     | Sporting Cristal     | 1 | 0                |                  |                  |  |  |              |              |              |  |  |                                                 |        |
|  |                         | Peñarol              | 3                   | 1                    |   |                  |                  |                  |  |  |              |              |              |  |  |                                                 |        |
|  | Nacional                | Peñarol              | 3                   | 1                    | 1 | 1                |                  |                  |  |  |              |              |              |  |  |                                                 |        |
|  | Nacional                |                      |                     |                      | 1 | 1                |                  |                  |  |  |              |              |              |  |  |                                                 |        |
|  | Peñarol                 | 2                    | 0e                  |                      |   |                  |                  |                  |  |  |              |              |              |  |  |                                                 |        |
|  | Peñarol                 | 2                    | 0e                  | Peñarol              | 1 | 0                |                  |                  |  |  |              |              |              |  |  |                                                 |        |
|  |                         |                      |                     | Peñarol              | 1 | 0                |                  |                  |  |  |              |              |              |  |  |                                                 |        |
|  |                         | Athletico Paranaense | 2                   | 2                    |   |                  |                  |                  |  |  |              |              |              |  |  |                                                 |        |
|  | LDU Quito               | Athletico Paranaense | 2                   | 2                    | 0 | 2e               |                  |                  |  |  |              |              |              |  |  |                                                 |        |
|  | LDU Quito               |                      |                     |                      | 0 | 2e               |                  |                  |  |  |              |              |              |  |  |                                                 |        |
|  | Grêmio                  | 1                    | 1                   |                      |   |                  |                  |                  |  |  |              |              |              |  |  |                                                 |        |
|  | Grêmio                  | 1                    | 1                   | LDU Quito            | 1 | 2                |                  |                  |  |  |              |              |              |  |  |                                                 |        |
|  |                         |                      |                     | LDU Quito            | 1 | 2                |                  |                  |  |  |              |              |              |  |  |                                                 |        |
|  |                         | Athletico Paranaense | 0                   | 4                    |   |                  |                  |                  |  |  |              |              |              |  |  |                                                 |        |
|  | América de Cali         | Athletico Paranaense | 0                   | 4                    | 0 | 1                |                  |                  |  |  |              |              |              |  |  |                                                 |        |
|  | América de Cali         |                      |                     |                      | 0 | 1                |                  |                  |  |  |              |              |              |  |  |                                                 |        |
|  | Athletico Paranaense    | 1                    | 4                   |                      |   |                  |                  |                  |  |  |              |              |              |  |  |                                                 |        |
|  | Athletico Paranaense    | 1                    | 4                   | Athletico Paranaense | 1 |                  |                  |                  |  |  |              |              |              |  |  |                                                 |        |
|  |                         |                      |                     | Athletico Paranaense | 1 |                  |                  |                  |  |  |              |              |              |  |  |                                                 |        |
|  |                         | Red Bull Bragantino  | 0                   |                      |   |                  |                  |                  |  |  |              |              |              |  |  |                                                 |        |
|  | Deportivo Táchira       | Red Bull Bragantino  | 0                   | 2                    | 0 |                  |                  |                  |  |  |              |              |              |  |  |                                                 |        |
|  | Deportivo Táchira       |                      |                     | 2                    | 0 |                  |                  |                  |  |  |              |              |              |  |  |                                                 |        |
|  | Rosario Central         | 2                    | 1                   |                      |   |                  |                  |                  |  |  |              |              |              |  |  |                                                 |        |
|  | Rosario Central         | 2                    | 1                   | Rosario Central      | 3 | 0                |                  |                  |  |  |              |              |              |  |  |                                                 |        |
|  |                         |                      |                     | Rosario Central      | 3 | 0                |                  |                  |  |  |              |              |              |  |  |                                                 |        |
|  |                         | Red Bull Bragantino  | 4                   | 1                    |   |                  |                  |                  |  |  |              |              |              |  |  |                                                 |        |
|  | Independiente del Valle | Red Bull Bragantino  | 4                   | 1                    | 0 | 1                |                  |                  |  |  |              |              |              |  |  |                                                 |        |
|  | Independiente del Valle |                      |                     |                      | 0 | 1                |                  |                  |  |  |              |              |              |  |  |                                                 |        |
|  | Red Bull Bragantino     | 2                    | 1                   |                      |   |                  |                  |                  |  |  |              |              |              |  |  |                                                 |        |
|  | Red Bull Bragantino     | 2                    | 1                   | Red Bull Bragantino  | 2 | 3                |                  |                  |  |  |              |              |              |  |  |                                                 |        |
|  |                         |                      |                     | Red Bull Bragantino  | 2 | 3                |                  |                  |  |  |              |              |              |  |  |                                                 |        |
|  |                         | Club Libertad        | 0                   | 1                    |   |                  |                  |                  |  |  |              |              |              |  |  |                                                 |        |
|  | Santos FC               | Club Libertad        | 0                   | 1                    | 1 | 1                |                  |                  |  |  |              |              |              |  |  |                                                 |        |
|  | Santos FC               |                      |                     |                      | 1 | 1                |                  |                  |  |  |              |              |              |  |  |                                                 |        |
|  | Independiente           | 0                    | 1                   |                      |   |                  |                  |                  |  |  |              |              |              |  |  |                                                 |        |
|  | Independiente           | 0                    | 1                   | Santos FC            | 2 | 0                |                  |                  |  |  |              |              |              |  |  |                                                 |        |
|  |                         |                      |                     | Santos FC            | 2 | 0                |                  |                  |  |  |              |              |              |  |  |                                                 |        |
|  |                         | Club Libertad        | 1                   | 1E                   |   |                  |                  |                  |  |  |              |              |              |  |  |                                                 |        |
|  | Atlético Junior         | Club Libertad        | 1                   | 1E                   | 3 | 1                |                  |                  |  |  |              |              |              |  |  |                                                 |        |
|  | Atlético Junior         |                      |                     |                      | 3 | 1                |                  |                  |  |  |              |              |              |  |  |                                                 |        |
|  | Club Libertad           | 4                    | 0e                  |                      |   |                  |                  |                  |  |  |              |              |              |  |  |                                                 |        |
|  | Club Libertad           | 4                    | 0e                  |                      |   |                  |                  |                  |  |  |              |              |              |  |  |                                                 |        |